# Pitcairnia abundans
Pitcairnia abundans es una especie del género Pitcairnia originaria de México, donde se distribuye por Oaxaca y Nayarit.

## Taxonomía
Pitcairnia abundans fue descrita por Lyman Bradford Smith y publicado en Phytologia 10(6): 483, t. 2, f. 1–2. 1964.
Etimología
Pitcairnia: nombre genérico otorgado en honor del Dr. William Pitcairn, físico y jardinero inglés (1711-1791).
abundans: epíteto latíno que significa "copiosa, abundante"